# Carmen Gray
Carmen Gray est un groupe de rock finlandais, originellement appelé Jerkem (jusqu'en 2005).
Son histoire commence en 2000, alors qu'il signe un contrat avec le label Sony BMG.